# Судети
Судети (чеш. Sudety, пољ. Sudety, њем. Sudeten), планински је вијенац у средњој Европи. То је највиши дио Чешког масива. Простиру се од Дрездена, главног града Саксоније, на сјеверозападу до висоравни Глупчице у Пољској и до Остравског басена и Моравских врата у Чешкој на истоку. Геоморфолошки Судети су средњогорје са неким карактеристикама правих високих планина. Висоравни и рељеф одликован финим врховима чини Судете сличније планинама сјеверне Европе него Алпима.
На западу, Судети се граниче са Елбским пјешчарским планинама. Најзападнија тачка Судета лежи у Дрезденској вриштини, најзападнијем дијелу Западнолужичких брежуљака и брда. На истоку, Островски басен и Моравска врата раздвајају Судете од Карпата. Највиша судетска планина је Снежка (1.603 м), која је такође највиша планина Чешке, Бохемије, Шлеске и Војводства доњошлеског, која је дио планинског ланца Крконоше, који се налази на граници Чешке и Пољске. Планина Прадед (1.491 м) у планинском ланцу Хруби Јесеник је највиша планина Моравске. Лужичка највиша тачка (1.072 м) лежи на планини Смрк у Јизерским горама, а највиша судетска планина у Њемачкој, која је уједно и највише планина земље источно од ријеке Лабе, јесте врх Луж (793 м) на Житавским планина, највишем дијелу Лужичких планина. Најпознатије ријеке које извиру у Судетима су Лаба, Одра, Спрева, Морава, Бобр, Лужичка Ниса, Источна Ниса, Јизера и Квиса. Највиши врхови Судета заштићени су националним парковима; Крконоше и Столовске планине у Пољској и Крконоше у Чешкој.
Судетски Нијемци (њемачког говорно становништво Чехословачке), као и Судетска област (гранична регија Бохемије, Моравске и Чешке Шлеске коју насељавају), добили су име по Судетима.